# Храм Сергия Радонежского на Куликовом поле
Храм Сергия Радонежского на Куликовом поле — храм-памятник русским воинам на предполагаемом месте Куликовской битвы. Является подворьем Троице-Сергиевой лавры.

## История

### Проекты памятника. Строительство храма в начале XX века
Инициатива создания храма-памятника на Куликовом поле принадлежит Степану Нечаеву, основавшему в своей усадьбе первый музей Куликовской битвы. В 1820 году он написал письмо тульскому губернатору Александру Балашову с предложением построить на Куликовом поле храм в честь преподобного Сергия Радонежского, благословившего русских воинов на победу в Куликовской битве. В 1836 году архитектор Александр Брюллов подготовил первый проект храма, который в то время не был утверждён императором
Вновь идея о создании храма на Куликовом поле возникла в среде графов Олсуфьевых. В прошении епископу Тульскому и Белёвскому Питириму от 19 сентября 1903 года граф Александр Олсуфьев доказывал необходимость создания церкви на территории Куликова поля (в районе существовавшей мемориальной колонны) с целью образования отдельного прихода для окрестных жителей и говорил о готовности пожертвовать под строительство 36 десятин земли из расположенного в окру́ге имения, ставя единственным условием посвящение храма преподобному Сергию Радонежскому. В 1904 году епископ Тульской епархии Питирим получил одобрение Синода и Николая II на сооружение храма. Царь пожертвовал на храм Сергия Радонежского 5000 рублей золотом. Во главе строительного комитета стал граф Юрий Олсуфьев. Архитектором проекта был выбран Алексей Щусев
Первый проект храма был готов в 1906 году. Позднее Щусев изменил его в пользу «шлемовидных» башен, напоминающих шлемы русских воинов XIV века. Как писал сам автор проекта:
«Что касается Куликовской церкви, то она выходит по архитектуре очень хорошо. Я изменил верх второй башни, вместо купола — шлем. <…> Оставить обе башни одинаковыми это ложноклассично, робко…»
Первый камень в основание церкви заложили 16 июня 1913 года «при громадном стечении народа». Строительные работы были завершены к 1917 году.
Образа для иконостаса были написаны в 1914 году художниками Дмитрием Стеллецким и Владимиром Комаровским. В советские годы иконы были утрачены. Сохранились лишь некоторые акварельные эскизы иконостаса, по которым современные российские мастера воссоздавали убранство храма в начале XXI века.

### 1918—1980-е
В 1918 году государство взяло здание «под охрану». До 1940-го в храме проводились службы; затем он был закрыт. В том же году в здании церкви была устроена выставка, посвящённая 560-летию Куликовской битвы.
С 1967 по 1980 год в храме проводилась реставрация. В его помещениях с 1980 по 2010 годы действовал филиал музея «Куликово поле».

### Современность
В 1992 году в храме прошла первая с момента его закрытия служба.
В 2010 году состоялось великое освящение храма преподобного Сергия Радонежского. Перед этим в здании была проведена реставрация. Образы для иконостаса были выполнены художниками мастерской «Царьград» под руководством Дмитрия Трофимова
В памятные дни, посвящённые годовщине Куликовской битвы (2005, 2010, 2014), литургию в храме неоднократно проводил патриарх Московский и Всея Руси
Церковь, переданная в 2010 году в полное ведение Русской православной церкви, в настоящее время является подворьем Троице-Сергиевой лавры.

## Образ в литературе
В рассказе «Захар-Калита» Александр Солженицын делится впечатлениями от внешнего облика церкви:

Задолго, с высоты, мы увидели на другой, обширной высоте как будто иглу в небо. <…> рядом привиделась нам как будто церковь, но странная, постройки невиданной…
Валентин Распутин в рассказе из сборника «Голубь мира Нины Поповой» упоминает о своём участии в подготовке 600-летия Куликовской битвы. Одним из результатов подготовительных работ стало восстановление храма на Красном холме

## Прочие сведения
В 2006 году в России была выпущена почтовая марка с изображением храма Сергия Радонежского на Куликовом поле